# Deslizamiento de tierra en Batang Kali de 2022
El Deslizamiento de tierra en Batang Kali de 2022 ocurrió en la madrugada del 16 de diciembre de 2022 cerca de la ciudad malaya de Batang Kali (Selangor) desplazando 450 000 m3 (16 000 000 pies cúbicos) de suelo y enterrando campamentos en una granja orgánica. 
94 personas quedaron atrapadas bajo el talud derrumbado; la mayoría eran campistas de la granja orgánica afectada. Entre ellos, al menos 24 personas murieron, y 61 fueron rescatadas, con 8 personas que requirieron hospitalización.
9 personas siguen desaparecidas. 

## Historia

### Trasfondo
Father's Organic Farm es una granja orgánica ubicada a las afueras de Batang Kali (Selangor), una ciudad en las estribaciones de Titiwangsa Range, aproximadamente a 50 km (30 millas) al norte de Kuala Lumpur, y aproximadamente a 15 km (9 millas) inmediatamente al oeste de Genting Highlands en el vecino estado de Pahang. La finca presentó una solicitud para comenzar actividades de agricultura orgánica en 2019, pero había operado un campamento en la finca desde 2020 sin licencia, que se requería para campamentos cerca de áreas de alto riesgo, por ejemplo, ríos, laderas o cascadas.
Debido a la proximidad de Batang Kali al valle de Klang, combinada con las temporadas de vacaciones escolares locales, muchas familias visitaron el área durante esta época del año como un popular destino recreativo.
El camping constaba de tres sectores; Hilltop (Zona A), Farmview (Zona B) y Riverside (Zona C), 94 personas estaban presentes en los alrededores la noche del 15 de diciembre. En la noche en que ocurrió el deslizamiento de tierra, 81 personas (es decir, 51 adultos, 30 niños) se registraron para pasar la noche en el campamento de la Granja Orgánica del Padre. Los campistas eran en su mayoría familias, sin la presencia de escolares o universitarios. A pesar de que se mantuvieron registros precisos, se temía que las cifras fueran inexactas ya que los niños menores de cuatro años están exentos del registro para permanecer en el campamento.

### Deslizamiento de tierra
El deslizamiento de tierra comenzó antes de las 2:30 am MST. Según estudios y cálculos del Departamento de Minerales y Geociencias (JMG), implicó un derrumbe de talud de 450 000 m3 (16 000 000 pies cúbicos) de suelo, en un área de 500 m (1600 pies) y 200 m (660 pies), con una profundidad de 8 m (26 pies). El deslizamiento de tierra cubrió un área de 300 m (980 pies) desde una altitud de 70 m (230 pies). La pendiente derrumbada impactó directamente los terrenos de los tres campamentos en la Granja Orgánica del Padre y produjo un campo de escombros de 30 m (98 pies) de altura, que cubría un área de 1,21 acres (0,49 ha). El daño fue específicamente severo en Hilltop y Farmview, ya que estaban cerca de la cima de la ladera derrumbada.

## Secuelas

### Operaciones de rescate
La primera llamada de socorro relacionada con el deslizamiento de tierra se informó a las 2:24 a. m. MST, y los miembros de los equipos de búsqueda y rescate llegaron al lugar a las 3:04 a. m. MST. Los socorristas informaron que el sitio del desastre inicial era "caótico", con sobrevivientes señalando a los rescatistas con antorchas.Se desplegaron 363–394 trabajadores de búsqueda y rescate de 15 agencias gubernamentales para los esfuerzos de rescate. Se utilizaron seis perros de rastreo para las operaciones de rescate.
La gravedad de la destrucción en Hilltop y Farmview hizo que el equipo de rescate se concentrara en ambos sectores,donde se envió a 231 miembros del personal de rescate para localizar a las víctimas atrapadas. 
El 17 de diciembre, el director del Departamento de Bomberos y Rescate de Selangor (JBPM), Norizam Khamis, dijo que las posibilidades de supervivencia de las víctimas desaparecidas se han vuelto escasas. También informó que discutiría con la policía para extender las operaciones de búsqueda y rescate si las víctimas restantes no pueden ser encontradas después de una semana.

### Respuesta del gobierno
Como precaución ante posibles derrumbes, el Policía Real de Malasia en Hulu Selangor ordenó la suspensión inmediata de todas las actividades recreativas al aire libre alrededor de Batang Kali hasta nuevo aviso. Esta regla se extendió a todos los campamentos situados alrededor de "áreas de alto riesgo" en todo el país durante siete días, a partir del día del desastre.
La viceministra de Desarrollo de la Mujer, la Familia y la Comunidad, Aiman Athirah Sabu, realizó una visita oficial a las 12.35 p. m. MST, acompañada por varios funcionarios, incluido un consejero. Se aseguró de que los sobrevivientes recibieran suministros esenciales adecuados y señaló que algunos sobrevivientes estaban traumatizados debido a las preocupaciones sobre sus familiares desaparecidos.
El ministro de desarrollo del gobierno local, Nga Kor Ming , informó que los campamentos destruidos funcionaban sin licencia.El Ministro de Comunicaciones y Digital, Fahmi Fadzil, anunció al Primer Ministro Anwar Ibrahim y de varios ministros de visitar el campamento por la noche, mientras recordaba al personal del Ministerio de Comunicaciones y Digital (KKD) que verifique y difunda información o noticias auténticas. del derrumbe al público.
Las inspecciones del Ministerio de Obras Públicas (KKR) y el Departamento de Obras Públicas de Selangor (JKRS) en un tramo de 5 m (16 pies) de la ruta B66 , muy cerca de la pendiente colapsada en el deslizamiento de tierra, no generaron más preocupaciones ya que se encontraron grietas abiertas. no visto en la carretera asfaltada. Sin embargo, el camino fue acordonado e intransitable para todos los vehículos. Al mismo tiempo, Resorts World Genting y KKR emitieron avisos por separado en los que aconsejaban a los automovilistas que viajaban a Genting Highlands utilizar la autopista Karak como ruta alternativa.
Además, Selangor JBPM instaló sensores en tres lugares cerca del lugar del desastre para medir el movimiento del suelo y así controlar el riesgo de nuevos deslizamientos de tierra.

### Damnificados
En un tuit publicado a las 9:15 a. m. MST del 16 de diciembre, la Agencia Nacional de Gestión de Desastres (NADMA) informó 8 muertes y 53 personas rescatadas, con 7 heridos. Las siete personas heridas fueron enviadas al Hospital Kuala Kubu Bharu, al Hospital Selayang y al Hospital Kuala Lumpur para recibir tratamiento.A las 11.00 am MST, se reportaron 9 muertes, con 25 personas declaradas desaparecidas. Los muertos fueron enviados al Hospital de Kuala Lumpur para su autopsia.
A las 11:30 a. m. MST, el número total de muertos era de 11 personas, incluido un niño. Durante este período, también fueron rescatados ocho sobrevivientes más, incluido el operador del campamento. En un lapso de una hora y quince minutos, se descubrieron cinco cuerpos más. Los cuerpos fueron transportados al Hospital de Kuala Lumpur a las 3:00 p. m. para una revisión adicional. Las cifras de víctimas fueron revisadas posteriormente por el Ministerio de Desarrollo del Gobierno Local (KPKT) a la 1:00 p. m. MST en 16 muertos, 17 desaparecidos y 61 sobrevivientes.3 singapurenses fueron reportados entre los rescatados.
El director de Selangor JBPM, Norazam Khamis, informó 19 muertes y 14 víctimas desaparecidas a las 5:00 p.m.Los cuerpos 17 y 18, que se cree que son una madre y su hija de tres años, fueron descubiertos a las 4:40 p. m. en Riverside.Fueron identificados como campistas situados alrededor de Hilltop y Farmview, pero se cree que sus cuerpos fueron arrastrados río abajo. El cuerpo 19 fue descubierto a las 5:00 p. m. y aún no ha sido identificado.
El superintendente Suffian Abdullah, oficial en jefe del distrito policial (OCPD) de Hulu Selangor, afirma que la mayoría de los cuerpos "no presentaban muchas lesiones visibles", por lo que la identificación a través de la vista por parte de sus familias no representó un desafío.

#### Grupo de campamento de la escuela primaria Mun Choong
23 campistas estaban relacionados con la escuela primaria Mun Choong (chino: 民众小学) en Kuala Lumpur, incluidas siete maestras de la escuela. Se suponía que debían haberse ido con sus familiares el día en que se produjo el deslizamiento de tierra. A la 1:00 pm MST, seis personas del grupo fueron rescatadas.
En una conferencia de prensa junto con los estudiantes y el presidente de la asociación de padres y maestros de la escuela, la ministra de educación, Fadhlina Sidek, informó que las víctimas muertas del grupo estaban siendo identificadas en el departamento forense del Hospital Sungai Buloh. Dijo que a pesar de que el viaje del grupo no era un evento escolar oficial, se comprometió a que el Ministerio de Educación (KPM) brindaría asistencia a las víctimas relacionadas. También se mencionó que solo dos de las siete maestras fueron rescatadas, y las demás continúan desaparecidas. 
Al día siguiente del derrumbe, se dejaron ramos de flores en las puertas de la escuela primaria como homenaje a los integrantes del grupo de campamento fallecidos.